# 好奇喬治在唱歌
《好奇喬治在唱歌》（Sing-A-Longs and Lullabies for the Film Curious George）是一張原聲帶專輯，由傑克·強森 和他的朋友為了電影《好奇喬治》（Curious George）所製作。除了傑克·強森之外，其他參與的人包括亞當·托普（Adam Topol）、班·哈普（Ben Harper）、G. Love、麥特·寇斯達（Matt Costa）、卡威卡·卡西亞普（Kawika Kahiapo）、莫羅·普得留斯基（Merlo Podlewski）和柴克·基爾（Zach Gill）。本專輯在美國於2006年2月7日發行，並登上告示牌二百强专辑榜第一名，銷售達14萬張。此外在澳洲發行首週也登上「澳洲專輯榜」（ARIA）的第一名。在台灣則由環球唱片於2006年2月10日發行。
這是自2003年《絕地戰警2》（Bad Boys II）以來，第一次有電影原聲帶成為告示牌排行榜的第一名，也是繼1995年7月的《风中奇缘》（Pocahontas）之後，第一張成為榜首的動畫電影原聲帶。

## 曲目
1. Upside Down（天翻地覆）- 傑克·強森 – 3:45
2. Broken（不完美）- 傑克·強森 – 3:57
3. People Watching（大家都在看）- 傑克·強森 – 3:23
4. Wrong Turn（拐錯了彎）- 傑克·強森 – 3:09
5. Talk of the Town（小鎮話題）- 傑克·強森、卡威卡·卡西亞普 – 3:26
6. Jungle Gym（叢林健身房）- Garrett Dutton、G. Love – 2:27
7. We're Going to Be Friends（交個朋友吧）- 傑克·強森演唱、白線條樂團（The White Stripes）作曲– 2:24
8. The Sharing Song（分享之歌）- 柴克·基爾、亞當·托普 – 2:48
9. The 3 R's（神奇3R作環保）- 傑克·強森 – 2:57
10. Lullaby（給自己的搖籃曲）- 麥特·寇斯達 – 2:49
11. With My Own Two Hands（雙手萬能）- 班·哈普 – 3:07
12. Questions（我有問題） - 傑克·強森 – 4:12
13. Supposed to Be（自然而然） - 傑克·強森 – 2:59

註：歌曲中文名稱取自台灣環球唱片發行的版本。

## 合作
- 傑克·強森 - 演唱、吉他、尤克里里琴
- 亞當·托普（Adam Topol）- 鼓手
- 莫羅·普得留斯基（Merlo Podlewski）- 貝斯
- 柴克·基爾（Zach Gill）- 演唱、吉他
- G. Love - 演唱、吉他、口琴
- 麥特·寇斯達（Matt Costa）
- 卡威卡·卡西亞普（Kawika Kahiapo）- 吉他

## 外部連結
- 唱片公司（Brushfire Records）官方網站（页面存档备份，存于）
- 傑克·強森網站（页面存档备份，存于）
- 好奇喬治電影官方網站（页面存档备份，存于）
- 官方好奇喬治網站（页面存档备份，存于）（作品）